# Anna-Michelle Assimakopoulou
Anna-Michelle Assimakopoulou (em grego: Άννα-Μισέλ Ασημακοπούλου, nascida em 27 de março de 1967) é uma advogada e política grega que foi eleita membro do Parlamento Europeu em 2019.

## Carreira política
No parlamento, Assimakopoulou faz parte da Comissão do Comércio Internacional e da Comissão das Petições (2019-2020). Em 2020, ela também juntou-se ao Comité Especial de Inteligência Artificial na Era Digital.
Além das suas atribuições nas comissões, Assimakopoulou é membro do Fórum Europeu da Internet do Intergrupo do Parlamento Europeu para a Deficiência e do grupo Membros do Parlamento Europeu Contra o Cancro.